# Carnoux-en-Provence
Carnoux-en-Provence é uma comuna francesa na região administrativa da Provença-Alpes-Costa Azul, no departamento de Bouches-du-Rhône. Estende-se por uma área de 3,45 km². Em 2010 a comuna tinha 6 648 habitantes (densidade: 1 927 hab./km²).